# Piazza Colonna
Piazza Colonna a Roma deve il suo nome alla colonna di Marco Aurelio che qui sorge sin dall'antichità, e che dà il nome anche all'omonimo Rione Colonna, di cui la piazza fa parte. La piazza, costruita verso la fine del Cinquecento da papa Sisto V, sorge sulla centralissima Via del Corso, vicino a Montecitorio e al Pantheon, non distante da Piazza Venezia.

## Descrizione

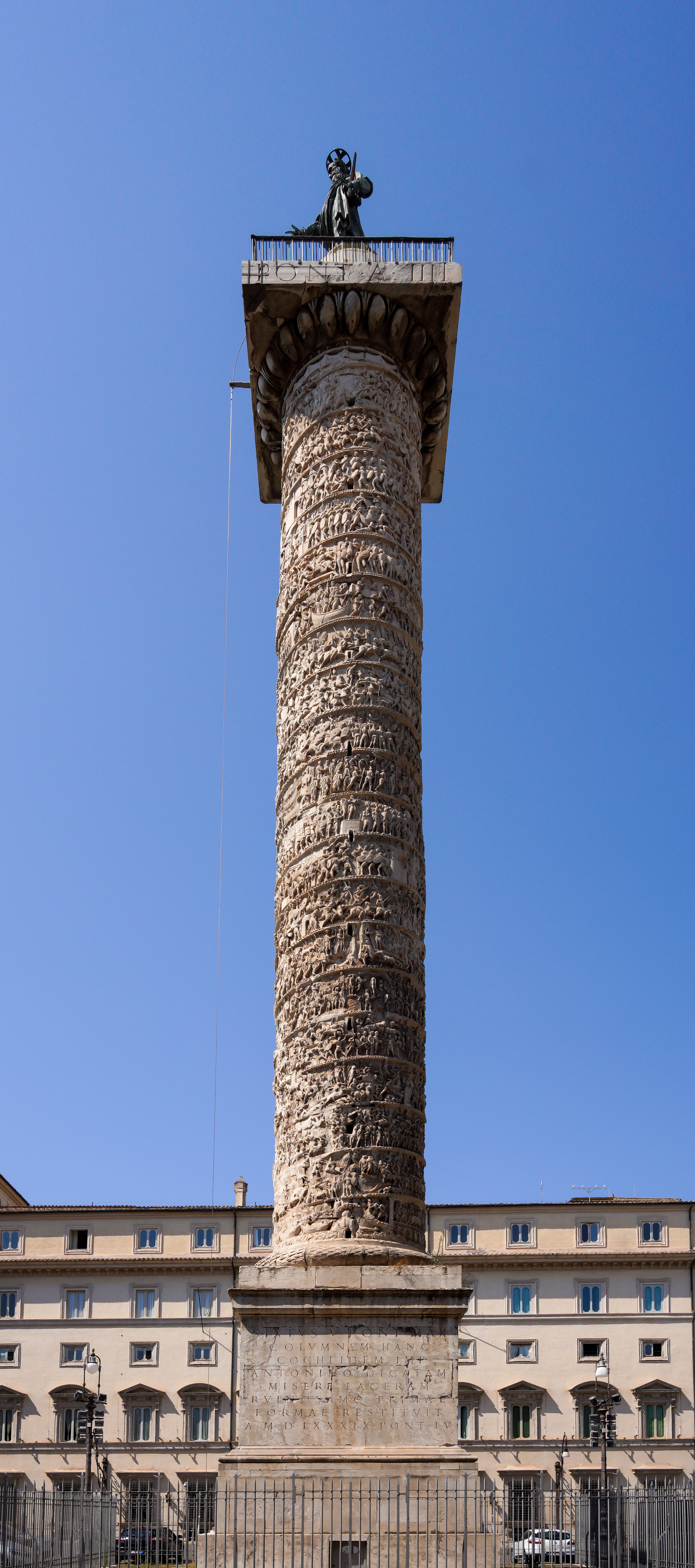
Colonna di Marco Aurelio a Piazza Colonna. Sullo sfondo, Palazzo Chigi.

La pianta della piazza ha forma rettangolare, con al centro la colonna di Marco Aurelio, ed è circondata da alcuni dei più importanti palazzi storici di Roma.
Qui, proprio davanti alla colonna, sul lato nord della piazza si trova l'entrata di palazzo Chigi alla cui famiglia appartenne dal 1659 fino al 1916, quando fu acquistato dallo Stato italiano. Venne fatto costruire nel XVI secolo da Pietro Aldobrandini per la sua famiglia; già sede dell'ambasciata dell'impero austro-ungarico è oggi sede della Presidenza del Consiglio dei ministri.
Alla sinistra di questo, sul lato ad ovest si trova palazzo Wedekind, storica sede del quotidiano Il Tempo ed oggi sede INPS che presenta un porticato formato da antichissime colonne ioniche originarie della città etrusca di Veio, le cui maggiori emergenze archeologiche si trovano nei pressi di Isola Farnese, Zona LV dell'Agro romano.
Proseguendo sul lato sud, vicino alla chiesa dei Santi Bartolomeo e Alessandro dei Bergamaschi si trova Palazzo Ferrajoli, fatto erigere dalla famiglia romana Del Bufalo-Cancellieri, che dettero il nome alla piazza durante tutto il XV secolo, e appartenuto ai loro eredi marchesi Niccolini, oggi ospitante tra l'altro, le sedi di rappresentanza delle regioni Friuli-Venezia Giulia e Valle d'Aosta.

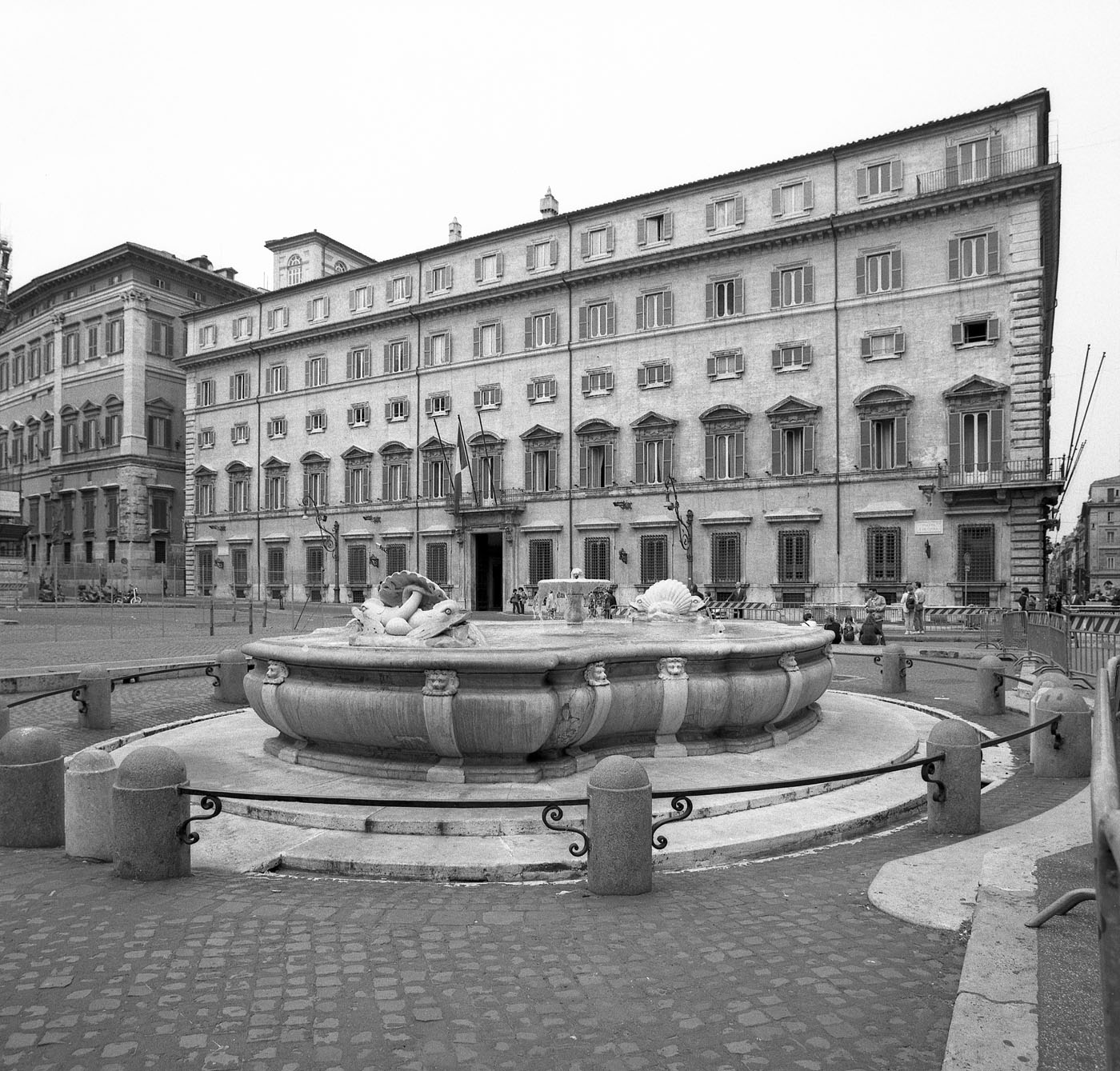
Piazza Colonna: la fontana di Giacomo Della Porta e palazzo Chigi (foto del 1996)

Infine, affacciato alla piazza ma anche su Via del Corso, sull'area dove sorgeva il palazzo detto Piombino perché proprietà dei Boncompagni-Ludovisi principi di Piombino demolito nel 1889, sorge il palazzo della galleria Colonna, dal 2003 galleria Alberto Sordi, storico ritrovo delle classi agiate della Roma di un tempo.
Goethe nel suo Viaggio in Italia così descrive nel 1787 la piazza: 
(24 luglio 1787)

## La fontana

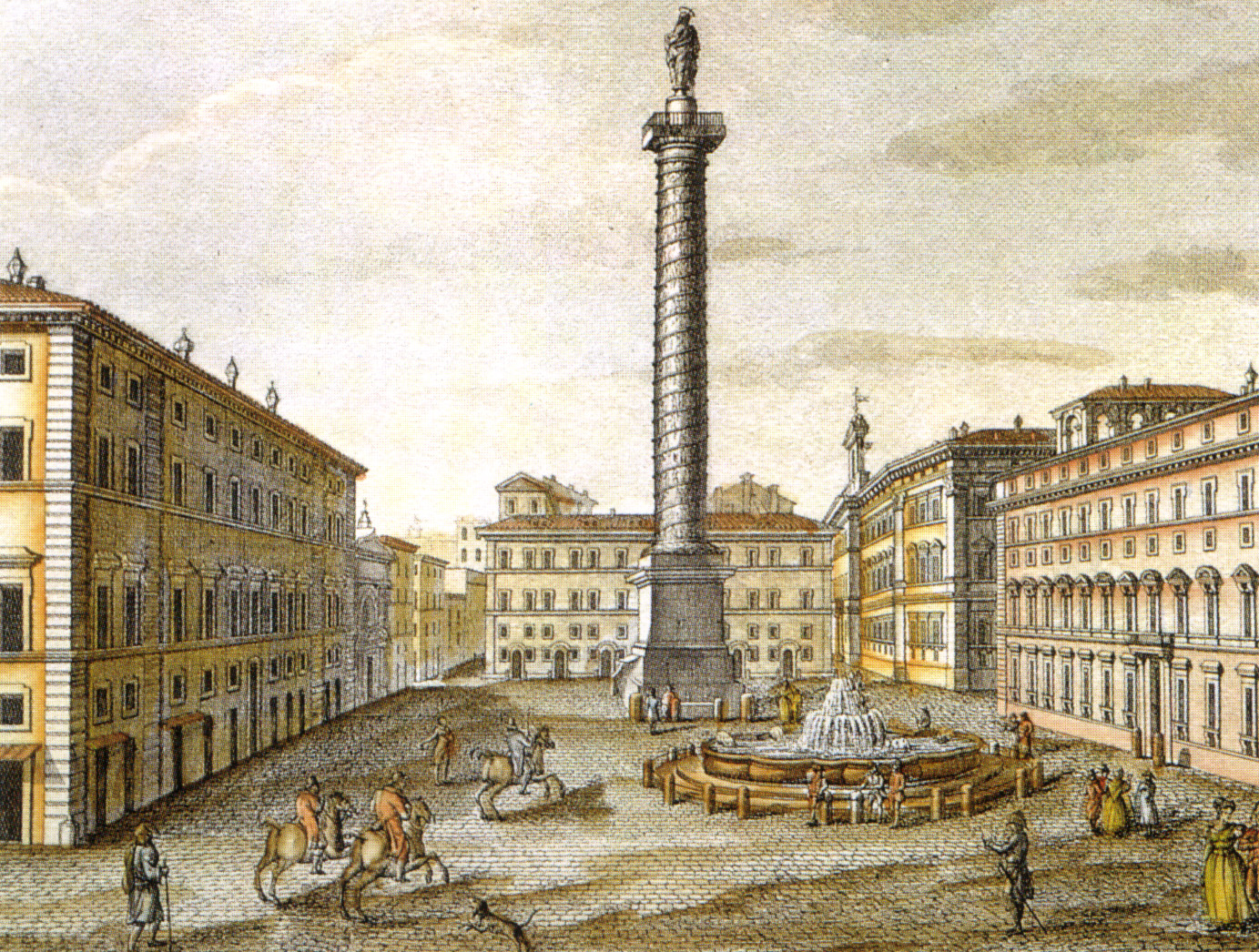
Veduta ottocentesca di Piazza Colonna.

Poco distante dalla colonna si trova un'elegante fontana, progettata da Giacomo Della Porta su incarico di Gregorio XIII; alimentata dall'acquedotto dell'Aqua Virgo, è costituita da una grande vasca in marmo di Chio decorata esternamente da sedici fasce verticali in marmo di Carrara; dall'acqua affiorano due gruppi di delfini e un piccolo catino al centro: questi elementi, scolpiti da Achille Stocchi, furono aggiunti alla fontana nella prima metà dell'Ottocento, in seguito ai lavori di restauro della fontana.